# Hela Gruel
Hela Maria Gruel (* 4. August 1902 in Bremen; † 23. Oktober 1991 in Wedel) war eine deutsche Schauspielerin und Synchronsprecherin.

## Leben
Hela Gruel kam in großbürgerlichen Verhältnissen als Tochter eines Bremer Senators und Kaufmanns zur Welt. Ihrem Wunsch, Schauspielerin zu werden, traten die Eltern entgegen, indem sie sie auf ein Mädchenpensionat in Thale schickten. Dort lernte sie Leni Riefenstahl kennen. Gemeinsame Theaterbesuche verstärkten eher noch den Wunsch, Schauspielerin zu werden. Schließlich erhielt sie Schauspielunterricht bei Doramaria Herwelly in Bremen, wo sie 1920 auch debütierte. Es folgten Engagements in Düsseldorf, Frankfurt am Main, Lübeck und Berlin.
Nach Kriegsende folgte ein Engagement in Schwerin. Eine Intendanz in Freiberg blieb Episode und Gruel arbeitete bis 1957 von Berlin aus als freischaffende Schauspielerin. Aus dieser Zeit stammen auch einige DEFA-Filme und Produktionen des DFF, an denen sie als Schauspielerin mitwirkte. 1957 kam sie nach Hamburg, wo sie als Synchronsprecherin arbeitete (so in dem Film Tiger Bay (1959), in dem sie Rachel Thomas als Mrs. Parry ihre Stimme lieh) und bald auch wieder in Film und Fernsehen zu sehen war, wie in den Straßenfegern der Stahlnetz-Reihe. Der von ihr verkörperte Frauentypus war dabei eher von herber Art mit einem Kurzhaarschnitt als Markenzeichen.
Auch in Hörspielen arbeitete Gruel mit, etwa 1966 in „Geheimnis um einen nächtlichen Brand“ aus der Geheimnis-Serie nach Enid Blyton.

## Filmografie

### Film
- 1935: Das Mädchen Johanna
- 1936: Stadt Anatol
- 1938: Im Zeichen des Vertrauens. Ein Beyer-Film
- 1954: Leuchtfeuer
- 1956: Thomas Müntzer – Ein Film deutscher Geschichte
- 1956: Schlösser und Katen
- 1956: Johnny Belinda
- 1957: Lissy
- 1957: Spur in die Nacht
- 1959: Buddenbrooks
- 1960: Nacht fiel über Gotenhafen
- 1961: Der grüne Bogenschütze
- 1961: Bis ans Ende aller Tage
- 1962: Das Gasthaus an der Themse
- 1967: Der Mörderclub von Brooklyn
- 1970: Something for Everyone
- 1973: Der Lord von Barmbeck

### Fernsehen
- 1958: Stahlnetz: Sechs unter Verdacht
- 1959: Stahlnetz: Das Alibi
- 1960: Stahlnetz: Verbrannte Spuren
- 1961: Stahlnetz: In der Nacht zum Dienstag ...
- 1962: Stahlnetz: In jeder Stadt …
- 1963: Stahlnetz: Das Haus an der Stör
- 1964: Mord
- 1964: Haben
- 1965: Gestatten, mein Name ist Cox: Das Mörderhaus
- 1965: Gewagtes Spiel: Das zweite Gesicht
- 1966: Die Hundertste Nacht
- 1967: Die hundertste Nacht
- 1968: Einer fehlt beim Kurkonzert
- 1968: Mord in Frankfurt
- 1969: Aktenzeichen XY … ungelöst, Folge 18
- 1970: Percy Stuart: Fünf Pfeifen
- 1971: Dem Täter auf der Spur: Tod am Steuer
- 1973: Dem Täter auf der Spur: Blinder Haß
- 1973: Arpad, der Zigeuner (TV-Serie)
- 1975: Himmel und Erde
- 1975: Der Stechlin
- 1976: Ein Mann kam im August
- 1976: Inspektion Lauenstadt: Der achte Einbruch (TV-Serie)
- 1981: Onkel Bräsig (Alte Nüßler)